# Stazione di Monte Arcau
Stazione di Monte Arcau vasútállomás Olaszországban, Szardínia régióban, Carbonia településen.

## Vasútvonalak
Az állomást az alábbi vasútvonalak érintik:
- Villamassargia–Carbonia vasútvonal

## Kapcsolódó állomások
A vasútállomáshoz az alábbi állomások vannak a legközelebb: 
- Stazione di Cixerri
- Stazione di Barbusi